# Doquz Khatun
Doquz Khatun, död 1265, var en keraitisk prinsessa. Hon var gift med ill-khanen Hülegü (regent 1256-1265). 
Hon var assyrisk kristen och omtalas av samtida européer för att ha gynnat kristna. Vid Bagdads fall 1258 övertalade hon sin make att undantaga de kristna innevånarna i Bagdad från att utsättas under plundringen och förstörelsen av staden.